# Chilonatalus micropus
Chilonatalus micropus (Dobson, 1880) è un pipistrello della famiglia dei Natalidi diffuso nei Caraibi.

## Descrizione

### Dimensioni
Pipistrello di piccole dimensioni, con la lunghezza totale tra 80 e 89 mm, la lunghezza dell'avambraccio tra 32 e 35,7 mm, la lunghezza della coda tra 45 e 48 mm, la lunghezza del piede tra 7 e 8 mm e la lunghezza delle orecchie tra 11,4 e 15 mm.

### Aspetto
La pelliccia è lunga, soffice e densa. Le parti dorsali sono rossastre o bruno castane con la base dei peli bruno-giallastra chiara, mentre le parti ventrali sono bruno-giallastre chiare. Il muso è lungo e appiattito, con l'organo natalide ricoperto lateralmente da lunghi peli e con il labbro inferiore attraversato orizzontalmente da una proiezione cutanea. Le orecchie sono grandi, a forma di imbuto e con l'estremità arrotondata. Il trago è corto e piegato in avanti. Le ali sono attaccate posteriormente lungo la tibia. I piedi sono piccoli. La coda è lunga ed inclusa completamente nell'ampio uropatagio il quale margine libero è frangiato. Il cariotipo è 2n=36 FN=54.

## Biologia

### Comportamento
Si rifugia in gruppi di diverse centinaia di individui all'interno di grotte profonde ed umide. Il volo è lento.

### Alimentazione
Si nutre di insetti.

### Riproduzione
Una femmina gravida con un embrione è stata catturata in dicembre, mentre due che allattavano sono state catturate nel mese di luglio.

## Distribuzione e habitat
Questa specie è diffusa in 17 grotte sulle isole di Cuba, Hispaniola, Giamaica e sull'isola colombiana di Providencia, al largo delle coste caraibiche del Nicaragua.
Vive nelle foreste tropicali.

## Tassonomia
Sono state riconosciute 3 sottospecie:
- C.m.micropus: Giamaica;
- C.m.brevimanus (Miller, 1898): Isola de Providencia, lungo le coste caraibiche del Nicaragua;
- C.m.macer (Miller, 1914): Cuba, Isola della Gioventù, Hispaniola.

## Conservazione
La IUCN Red List, considerato l'areale ristretto a soltanto 15 grotte, soggette a forte pressione da parte dell'uomo che potrebbe aver causato un declino nella popolazione di circa il 30% negli ultimi 10 anni, classifica C.micropus come specie prossima alla minaccia di estinzione (Near Threatened).